# SL2
SL2 es un grupo de breakbeat hardcore activo durante los inicios de los 90's, provenientes de Londres, Inglaterra. Fueron un grupo influyente en la escena rave de inicio de los 90's. También grabaron, remezclaron o produjeron bajo los nombres de Slipmatt & Lima y T.H.C.

## Historia
Comenzando como un grupo de tres integrantes, SL2 era originalmente un conjunto formado por el DJ Matt "Slipmatt" Nelson, John "Lime" Fernández y el vocalista de rap Jason "Jay-J" James.  El nombre de SL2 provino de las iniciales de los fundadores - Slipmatt (S) y Lime (L), y como eran un dúo, "SL2".

### Etapa alternativa
Como jóvenes en la Gran Bretaña de los 80's, estaban muy integrados en la escena hip hop antes de enfocar su vista en la creciente escena del rave.
Su gran golpe de suerte fue en 1989 a través del hermano mayor de Slipmatt, quién estaba organizando la ahora legendaria promotora de fiestas Raindance; se volvieron los Dj's residentes de la empresa, haciendo fiestas por todo el Reino Unido.
Después de un año de viajar y tocar con Raindance, SL2 lanzó su primer sencillo, "Do That Dance," a través del sello discográfico B-Ware Records, el cual tuvo buenas ventas gracias a los seguidores de la escena rave. Supuestamente, SL2 creó su propio sello llamado Awesome Records, a través del cual habían lanzado otro sencillo primero, "DJ's Take Control". El sello vendió 3500 copias, atrayendo la atención del nuevo sello XL Recordings.

### Etapa Popular
XL Recordings impulsó a SL2 a las listas principales al volver a lanzar "DJ's Take Control"  el cual se volvió un hit: el número 11 en el ranking musical de Reino Unido.  Más éxito lograron al ser acompañados por 2 bailarinas de rave/breakbeat, Jo Millett (quién más tarde produjo su propia música) y Kelly Overett (quién más tarde se convertiría en un miembro del grupo italiano de Eurodance llamado Cappella). Las últimas 2 aparecieron con Nelson, Fernandez & James en espectáculos en vivo y en sus vídeoclips.
"On A Ragga Tip" fue lanzado en 1992 a través de XL Recordings, y se convirtió su hit más grande a la fecha, manteniéndose 11 semanas en los rankings de Reino Unido. Alcanzó su punto cúlmine llegando al número 2 y fue su primera canción en cruzar los rankings a través de Europa. Con su nuevo hit "Way In My Brain" alcanzando el ranking al final de 1993, los desacuerdos dentro de la banda hicieron que se separaran al final de ese año.

### Reunión
En 1997, un remix de su hit más grande "On A Ragga Tip" volvió a entrar en los rankings, llevando a Slipmatt y Lime a reagruparse.  A pesar de que no se había lanzado material nuevo, ambos continuaron pinchando como DJ de manera semi regular. En noviembre de 2014, se creó una página en Facebook para volver a lanzar "On A Ragga Tip", el cual ha visto un resurgimiento, sobre todo en la ceremonia de apertura de los Juegos de Commonwealth del 2014.
El 21 de julio de 2015, XL Recordings hizo un relanzamiento de una nueva versión digital remasterizada de sus álbumes debuts: "The SL2 EP", los que pueden ser descargados desde iTunes.

## Versiones covers
La banda sudafricana Dr. Victor y los Rasta Rebels hicieron un cover de "On a Ragga Tip".

## Discografía

### Singles
| Año  | Sencillo                            | Posiciones más altas en los Rankings | Posiciones más altas en los Rankings | Posiciones más altas en los Rankings | Posiciones más altas en los Rankings |
| Año  | Sencillo                            | Reino Unido                          | Bélgica                              | Irlanda                              | Holanda                              |
| ---- | ----------------------------------- | ------------------------------------ | ------------------------------------ | ------------------------------------ | ------------------------------------ |
| 1991 | "DJ's Take Control/Way In My Brain" | 11                                   | —                                    | —                                    | —                                    |
| 1992 | "On A Ragga Tip"                    | 2                                    | 42                                   | 3                                    | 2                                    |
| 1992 | "Way In My Brain (Remix)/Drumbeats" | 26                                   | —                                    | 23                                   | 27                                   |
| 1997 | "On A Ragga Tip '97 (Remix)"        | 31                                   | —                                    | —                                    | —                                    |